# Vasilij Matveevič Babkin
Vasilij Matveevič Babkin, in russo Василий Матвеевич Бабкин? (San Pietroburgo, 27 dicembre 1813 – Voronež, 13 marzo 1876), è stato un navigatore e cartografo russo che ha mappato lo stretto dei Tartari e il golfo di Pietro il Grande..

## Biografia
Figlio di un sottufficiale, si è diplomato alla scuola navale. Dal 1830 al 1835 ha navigato sul brigantino Paris nel Mediterraneo e del mar Nero. Nel 1835 è stato promosso guardiamarina. Nel 1836 è stato trasferito alla flotta del Baltico, dove ha prestato servizio fino al 1838 sui brigantini Palinur e Priam. Negli anni 1840-1853 sotto il comando del barone Wilhelm Bernhard Freiedrich von Wrangel (Василий Васильевич Врангель) ha condotto sondaggi idrografici sul mar Baltico. Ha preso parte alla guerra di Crimea. Nel 1855 è stato nominato capitano e trasferito nell'Estremo Oriente, è diventato in seguito tenente colonnello con la nomina a funzionario di vigilanza della flottiglia siberiana a Nikolaevsk-na-Amure. Ha partecipato nel 1859 alla spedizione navale di Nikolaj Nikolaevič Murav'ëv-Amurskij. A bordo della corvetta America ha navigato lungo la costa della regione dell'Ussuri, in Cina e in Giappone. A lui si deve la prima registrazione sistematica delle coste del Pacifico e in base ai suoi rilevamenti è stata pubblicata la prima mappa della foce del Amur e una mappa della costa del mar del Giappone, dallo stretto dei Tartari al golfo di Pietro il Grande. Nel 1860, a bordo della goletta Vostok ha rilevato e mappato la costa continentale del mar del Giappone. Nel 1868, grazie alla collaborazione tra le spedizioni di Babkin e i topografi militari che lavoravano sul territorio, fu pubblicato l'Atlante dell'Oceano Orientale (Атлас Восточного Океана).

## Luoghi a lui dedicati
- Capo Babkin (42°33′08.59″N 131°12′19.22″E), estremo punto meridionale della penisola di Gamov (Полуостров Гамова), a est del golfo di Possiet (Залив Посьета), nel golfo di Pietro il Grande.
- La baia di Babkin (бухта Бабкина), sull'isola Russkij.
- Una strada nella città di Nachodka.